# Historia mexica

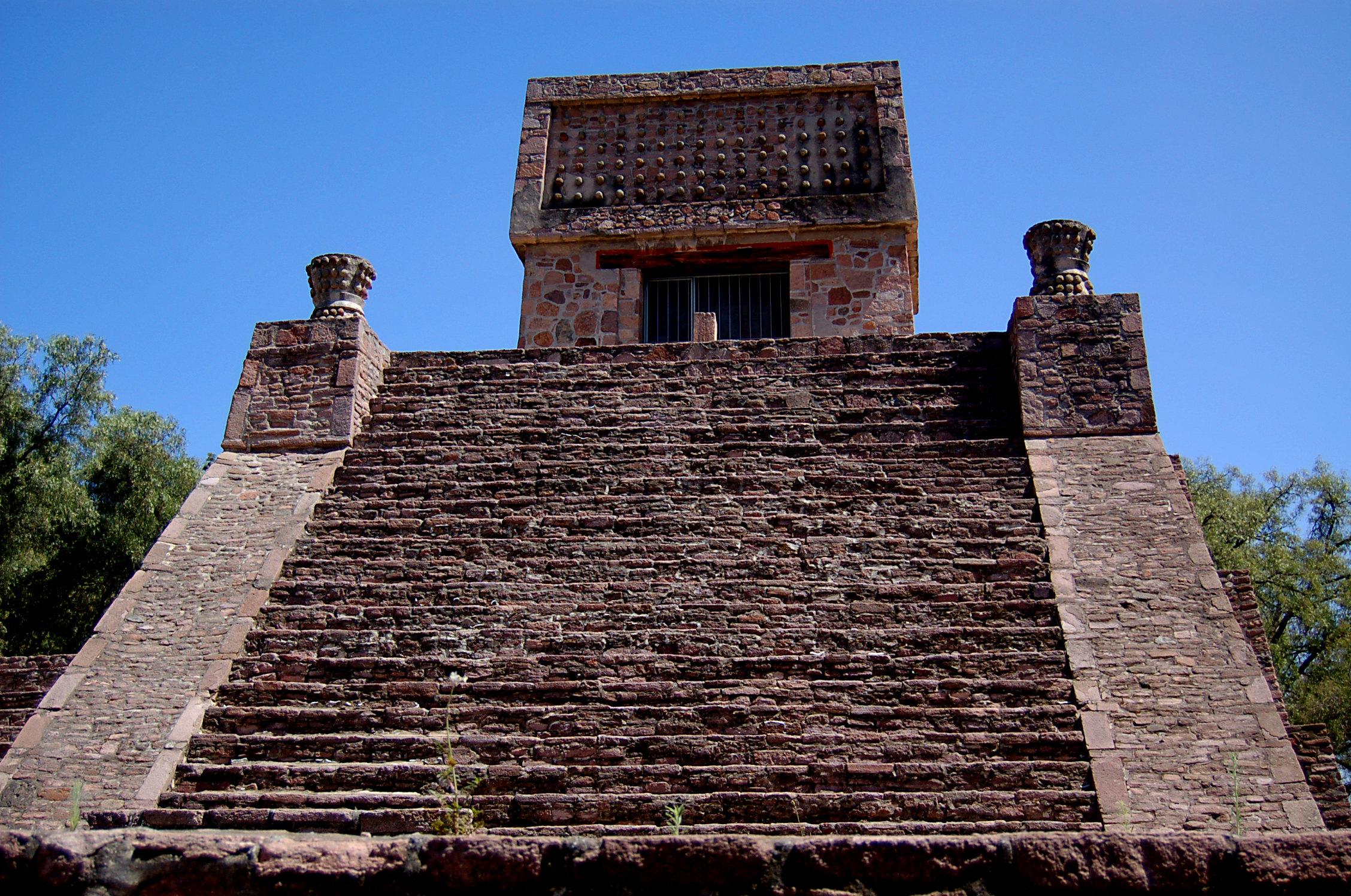
Teocalli contemporáneo de los mexicas.

 El inicio de la historia mexica está lleno de concepciones míticas y religiosas que por desgracia se han mal interpretado por más de cuatro siglos, muchos datos han sido tomado como literales cuando en realidad son metafóricos. La mayoría de los investigadores solo difunden un resumen “oficial” en el cual se menciona la salida de Aztlán en el año 1-tecpatl 1116 (Códice Boturini) o 1168 (Códice Mexicanus y Azcatitlan) la fundación de “Tenochtitlan” en 1325 y la elección de Acamapichtli en 1376. Quedando enormes lagunas temporales que han distorsionado y bloqueado nuestro conocimiento de la historia de los siglos XIII y XIV, la cual es en realidad una historia compartida –principalmente- con los tepanecas, acolhuas, colhuas y chalcas; información que aparece en el artículo origen de los mexicas, además de la destrucción de vestigios de su civilización posteriormente por los conquistadores españoles sepultando sus ciudades como lo hicieron en otras regiones de Mesoamérica y Sudamérica, hecho que ensombreció aún más la historia real de dicha cultura.

## Subordinación al poder Tepaneca
Ahora se sabe que Acamapichtli ascendió al poder en 1366, la mayoría de las conquistas que realizó fueron en beneficio de Azcapotzalco, aunque también obtuvieron beneficios propios y su ciudad prosperó. Murió en 1391.
Con la elección  el día 5-cohuatl de Huitzilihuitl Tlahtolzacac como segundo tlatoani en 1391, se consolidan las victorias conseguidas en Morelos y el estado de México (Cuitlahuac en 1393, Cuauhnahuac en 1395, Cuauhtinchan en 1398, Cuaximalpan en 1404, Ayacapichtla y Cuaximilco en 1408, Tequexquiac en 1413), en 1415 rompe el pacto de “guerras floridas” que tenían desde 1376 con Chalco. Para 1392 termina la remodelación del recinto mayor en el cual queda terminada la etapa II del Templo Mayor. En 1403 hace la ceremonia del Fuego Nuevo de manera moderada.
En 1414 Azcapotzalco decide ir contra Tetzcoco que era gobernada por Ixtlilxochitl desde 1409, quien dirige una contraofensiva enviando a Coacuecuenotzin por tierra para pasar de Chiconauhtla a Ehecatepec (Ecatepec) y por la laguna envía un contingente en canoas comandado por Tzoacnahuacatzin. Al encuentro sale Tlacateotl general de los mexicas-Tepanecas, repeliendo a las canoas tetzcocanas hasta su capital, donde el resultado es sangriento para ambos bandos pero sin ganador. Coacuecuenotzin se mantiene en movimiento, así para el 14 de abril de 1415 comienza una contraofensiva, Tzoacnahuacatzin repele a los mexicas y avanza hacia el sur llegando a Chalco; Coacuecuenotzin en su camino por el norte entra por Xilotepec, Citlaltepec, Tepotzotlán y en Cuautitlán enfrenta una gran resistencia pero logra vencer, llegando hasta el cerro de Temacpalco de donde los acolhuas sitian Azcapotzalco por casi tres años. En medio de ese drama Huitzilihuitl solo es un peón para el poder tepaneca, muriendo en 1417.
Para 1418 imposibilitado y acorralado Tezozomoc pacta una tregua y pide cerrar el trato en Tetzcoco. En la ceremonia el 4 de agosto se confabula la traición, Ixtlilxochitl apenas logra escapar con su heredero, dando lugar a una persecución por más de un mes, al final se enfrenta el 24 de septiembre en el bosque de Chiucnayocan; oculta a su hijo Nezahualcóyotl en un árbol y enfrenta a sus enemigos que lo matan.

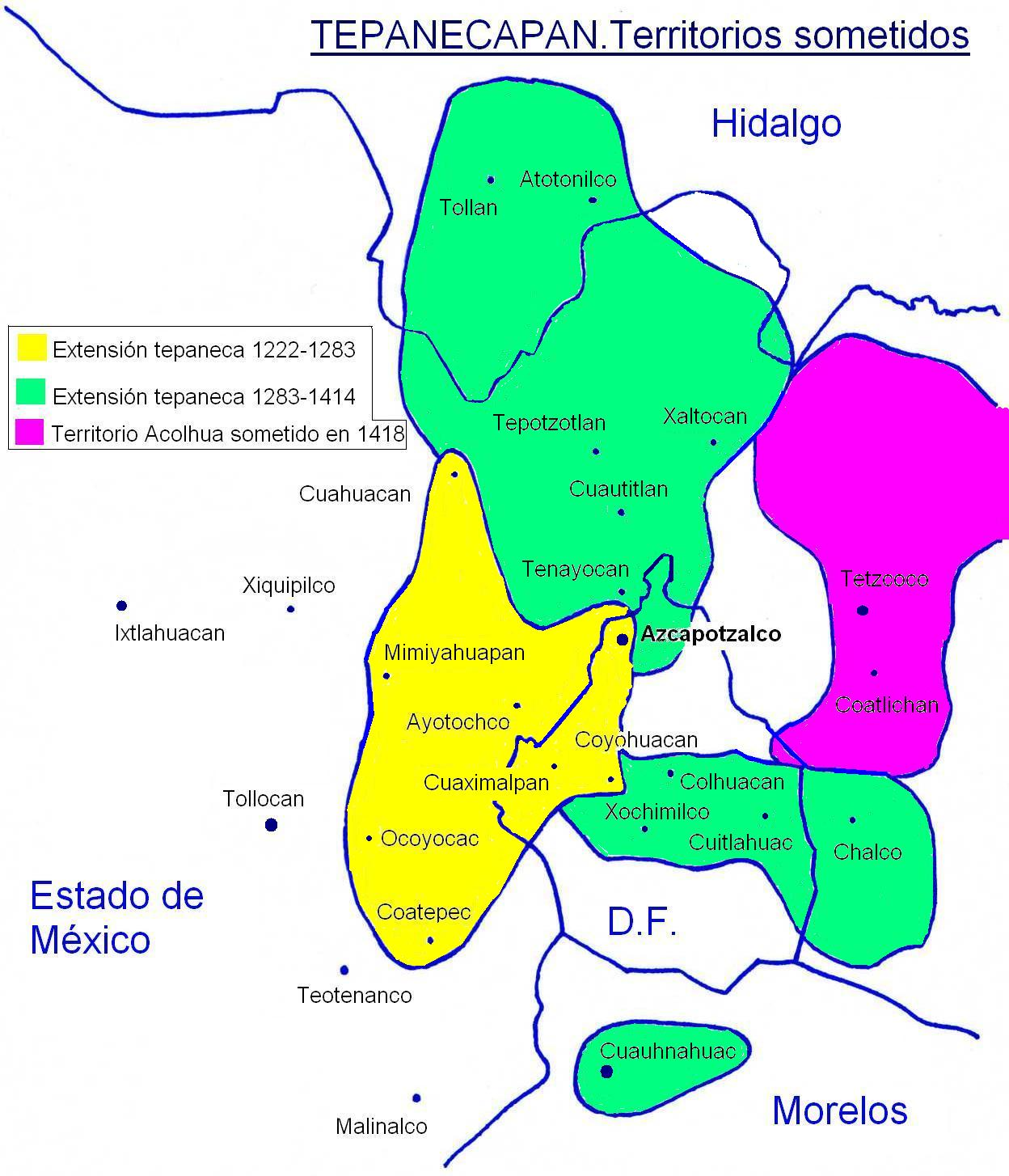

Chimalpopoca con apenas 10 años de edad es elegido en 1418 para gobernar en Tenochtitlan, esta decisión se debe a que era muy querido por su abuelo Tezozomoc) quien concede a partir de entonces muchas libertades a los tenochcas. También en Tlatelolco hay cambios ya que muere Cuacuauhpitzahuac quien gobernaba desde 1379 y sube al trono Tlacateotl como tercer tlatoani el día 13-cohuatl. El gobernante tenochcatl somete a los pueblos de Tolantzinco en 1420 y a Ahuilizapan (homónimo al de Veracruz) en 1424.
Tezozomoc muere el 24 de marzo de 1426, nombra a Quetzalayatzin como su sucesor, pero su primogénito Maxtla que era a la sazón señor de Coyoacán, usurpa el trono destituyendo a su medio hermano el 29 de marzo.
La noche del 12 de julio Chimalpopoca trama un ardid para asesinar a Maxtla y se lo hace saber a Quetzalayatzin para que lo ejecute y así recuperar su designación. Por desgracia se entera el tirano y al día siguiente manda matar a su medio hermano, el 18 de julio mata a Tlacateotzin de Tlatelolco quien intenta huir y fue alcanzado en la entrada de Xaltocan, es sustituido por Cuauhtlatoa. Aprisiona a Chimalpopoca, el 20 de julio intenta Nezahualcóyotl rescatarlo pero fracasa teniendo que huir a buscar refuerzos para recuperar su reino lo que logra el 11 de agosto. Mientras tanto Chimalpopoca es ejecutado el 21 de julio de 1426, en Tenochtitlan es elegido Itzcóatl como su sucesor al año siguiente, el día 13-atl.

## Estructuración del Estado
Poco a poco a partir de 1428, Nezahualcóyotl e Itzcoatl van armando el ataque contra Maxtla, conquistan Azcapotzalco ese mismo año, posteriormente someten a Tlacopan, Atlacuihuayan y demás ciudades tepanecas, por fin en 1430 derrotan a Maxtla en Coyoacán; no se sabe a ciencia cierta si el usurpador murió o huyó pero como fuera jamás se supo nada más de él. Lo primero que hacen es restablecer la excan tlahtoloyan (Triple Alianza), además de Tetzcoco y Tenochtitlan designan a Totoquihuatzin de Tlacopan como tercer miembro de la coalición. Por su parte Nezahualcóyotl restituye los 14 señoríos de su reino, pidiendo a los mexicas que hagan lo mismo con los 9 señoríos que les corresponden y a Tlacopan sus 7 señoríos, permitiendo que continúen los linajes existentes.
Los mexicas al verse libres se enfrentan entre ellos (tenochcas y tlatelolcas) durante el periodo 1431-1435, sin llegar a resolver completamente sus diferencias; aunque se establece que Tlatelolco tenga el control comercial y Tenochtitlan el político. A pesar de la inestabilidad política los tenochcas realizan la ampliación del Templo Mayor en 1431 (etapa III).
Mientras Tetzcoco reorganiza pacíficamente -en términos generales- su antiguo reino, los mexicas enfrentan rebeliones en Cuauhquechollan, Mizquic y Chalco en 1432, Cuitlahuac en 1433, someten a Yetepec y Totomihuacan en 1434, Cuauhnahuac en 1436, Cuauhtitlan en 1439, Tepecuacuilco en 1438, finalmente consolida esta provincia tributaria conquistando Yohuallan (Iguala, Guerrero) en 1440.
Durante el gobierno de Itzcoatl surge una figura legendaria, Tlacaélel. Según las fuentes sobrino del tlatoani y medio hermano de Ilhuicamina (ambos nacidos en 1398), su cargo era de Cihuacoatl pero sus funciones superaron en mucho lo establecido, tuvo la visión de un gran estado y dictó las reformas necesarias para lograrlo, incluso destruyó documentos antiguos y pidió que se rescribiera su historia para “colocarlos” en su nuevo estatus, separó funciones públicas específicas y también dio una nueva interpretación religiosa, que es la Cosmovisión Místico-guerrera de este pueblo. Es reconocido como ideólogo y estadista hasta el gobierno de Axayacatl, su muerte pasa desapercibida para la mayoría de las fuentes.

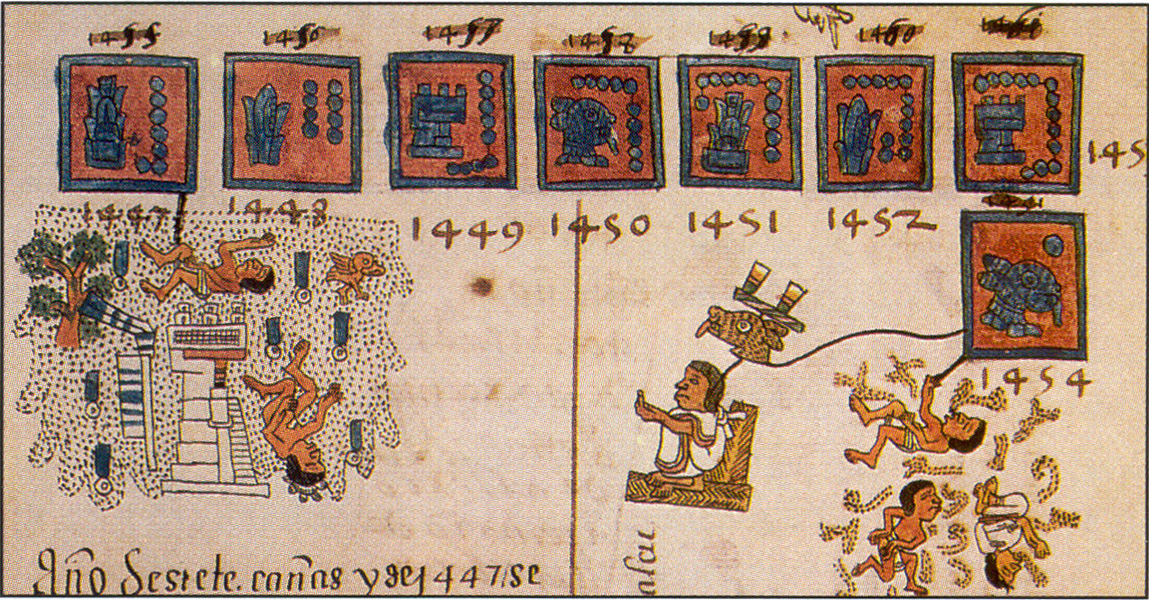
La gran hambruna de 1450-1454.

A la muerte de Itzcoatl en 1440 es elegido Huehue Moteuczoma Ilhuicamina Chalchiuhtlatonac Quetzaltecolotl, mejor conocido en su forma castellanizada como “Moctezuma I”, constituido como tlatoani a partir del día 3-cohuatl. Inicia su regencia con campañas moderadas conquistando Cuauhtepec en 1441, Oztoticpac en 1442 e Itztompatepec en 1443, entre 1444 y 1449 consolida las provincias septentrionales de Axocopan (Ajacuba), Atotonilco (el de Pedraza y el Grande, los dos en Hidalgo), Xilotepec y Hueipochtlan; remodela el Templo Mayor en 1447 (etapa IV). Tiene que enfrentar una gran hambruna entre 1450 y 1454 , Tlacaelel pacta con la alianza tlaxcalteca para hacer las xochiyáoyotl y de esta manera obtener prisioneros para el sacrificio. Hace la ceremonia del Fuego Nuevo por primera vez con un gran esplendor en 1455. Al año siguiente acontece un enfrentamiento contra Chalco en donde derrotan las capitales de Panohuayan y Amaquemecan, con la derrota de Cohuaixtlahuacan (Coixtlahuaca, Oax.) y Tepozcolollan construye un temalacatl para conmemorar sus victorias en 1458 (llamada Nueva Piedra de Moctezuma). También consolida las conquistas en Guerrero al someter Tlachco, Tlalcozauhtitlan y Quiyauhteopan.
En 1460 muere Cuauhtlatoa señor de Tlatelolco, su lugar es ocupado por el soberbio Moquihuix Tzompanteuctli en 13-ozomatli.
En 1461 la Triple Alianza incursiona en Atezcahuacan, Cuahtochan y Cohuaixtlahuacan. Para 1463 conquistan Cuauhtochco (Huatusco de Chicuéllar, Ver.), Cuetlaxtlan donde sobresale su capitán general Moquihuix. En 1464 de forma coordinada Tenochtitlan, Tlateloco y Tetzcoco lanzan la ofensiva para finalmente terminar con la confederación de Chalco, con la que ya tenían 20 años peleando. Después de una férrea defensa, Axoquentzin –uno de los hijos de Nezahualcóyotl- en un momento de descanso irrumpe rápidamente en el campamento rival, tomando por sorpresa a todos y captura al soberano de los chalcas a quien arrastra hasta una zona segura donde sus compañeros ya lo estaban respaldando, acertando el primer golpe de una serie de victorias que consumarán la conquista de la zona para 1465. En 1466 desde la región de los volcanes someten lo que se convertirá en la provincia tributaria de Tepeyacac (Tepeaca, Puebla), con lo que logran rodear a la alianza tlaxcalteca, los tenochcas en 1467 arreglan los conflictos de tierras al establecer los linderos entre Tepeyacac, Tecalli , Tecamachalco, Quechollac y Cuauhtinchan, pueblos a los que les exigen material para la ampliación de la fachada del Templo Mayor (etapa IVa). También en este año Moteuczoma apoya a Nezahualcóyotl para consolidar la provincia de Tlatlauhquitepec (al norte de Puebla). En total serán 33 cabeceras de pueblos los dominados por Ilhuicamina.

## Expansión militar
A la muerte de Moteuczoma en 1468 le sucede Axayacatl en 1469, la ceremonia de elección es el día 11-quiyahuitl. También concluye la remodelación de la fachada (etapa IVb) del Templo Mayor al mismo tiempo de su ascenso. Afianza las conquistas en el sector oriental incursionando en Xochitlan, Tepeticpac y Tonallimoquetzayan en 1471 y se rebela la provincia de Cuetlaxtlan a partir de 1473 logrando reconquistarla hasta 1475, con los cautivos hace la consagración de la etapa V del Templo Mayor.
En 1472 muere Nezahualcóyotl en Tetzcoco, es elegido su hijo Nezahualpilli quien apenas contaba con 8 años de edad, decisión que paulatinamente perjudica y debilita al señorío de Acolhuacan.

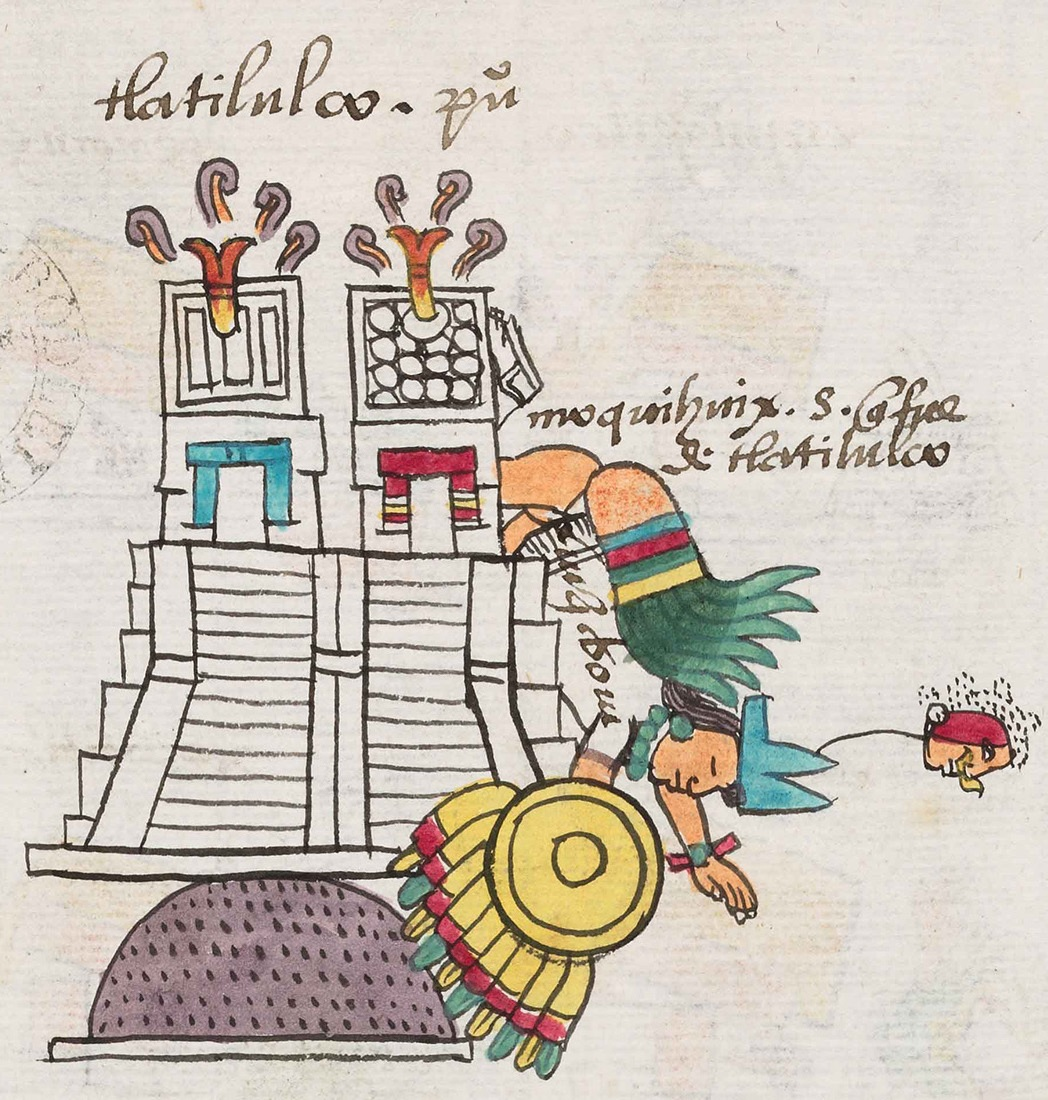
Derrota de Tlatelolco como aparece en el Códice Mendoza.

En 1473 durante la veintena de Hueyi Tecuilhuitl (a partir del 13 de julio) se desarrolla la guerra interna entre Tenochtitlan y Tlatelolco; las fuentes mencionan desde problemas familiares entre los gobernantes hasta cuestiones religiosas, lo más viable sería la riqueza y poder que acumulaba Tlatelolco por tener el control comercial, que poco a poco iba superando en importancia a Tenochtitlan. Los tenochcas arrasaron los palacios y el centro ceremonial de Tlatelolco el día 5-quiyahuitl que fue el 28 de julio, incluso su Templo Mayor quedó destruido por más de cuarenta años, sus nobles ya jamás gobernarían pues su ciudad se anexaría por completo a la gran capital mexica.
A partir de 1475 se lanzan a conquistar la zona matlatzinca-mazahua, primeramente sometiendo Malinalco y Ocuillan, al siguiente año someten a Chontalcohuatlan y los alrededores de Tollocan, continuando hacia el norte en 1477 dominan Icpatepec, Poctepec y Cozcacuauhtenanco, el valle de Toluca por fin queda bajo el control tenochca en 1478 con la caída de Callimayan y Metepec. Hacia el final de 1478 decide iniciar la campaña contra los tarascos, en la cual fracasa pavorosamente en Taximaroa (Cd. Hidalgo, Michoacán, correctamente en náhuatl debe ser Tlaximaloyan.). En 1479 en la batalla contra Xiquipilco, su señor Tlilcuetzpali hiere a Axayacatl primero en el muslo, dándole varias heridas más, pero fue salvado por Quetzalmamalitzin tlatoani de Teotihuacán, aunque al soberano tenochca le tienen que amputar la pierna.

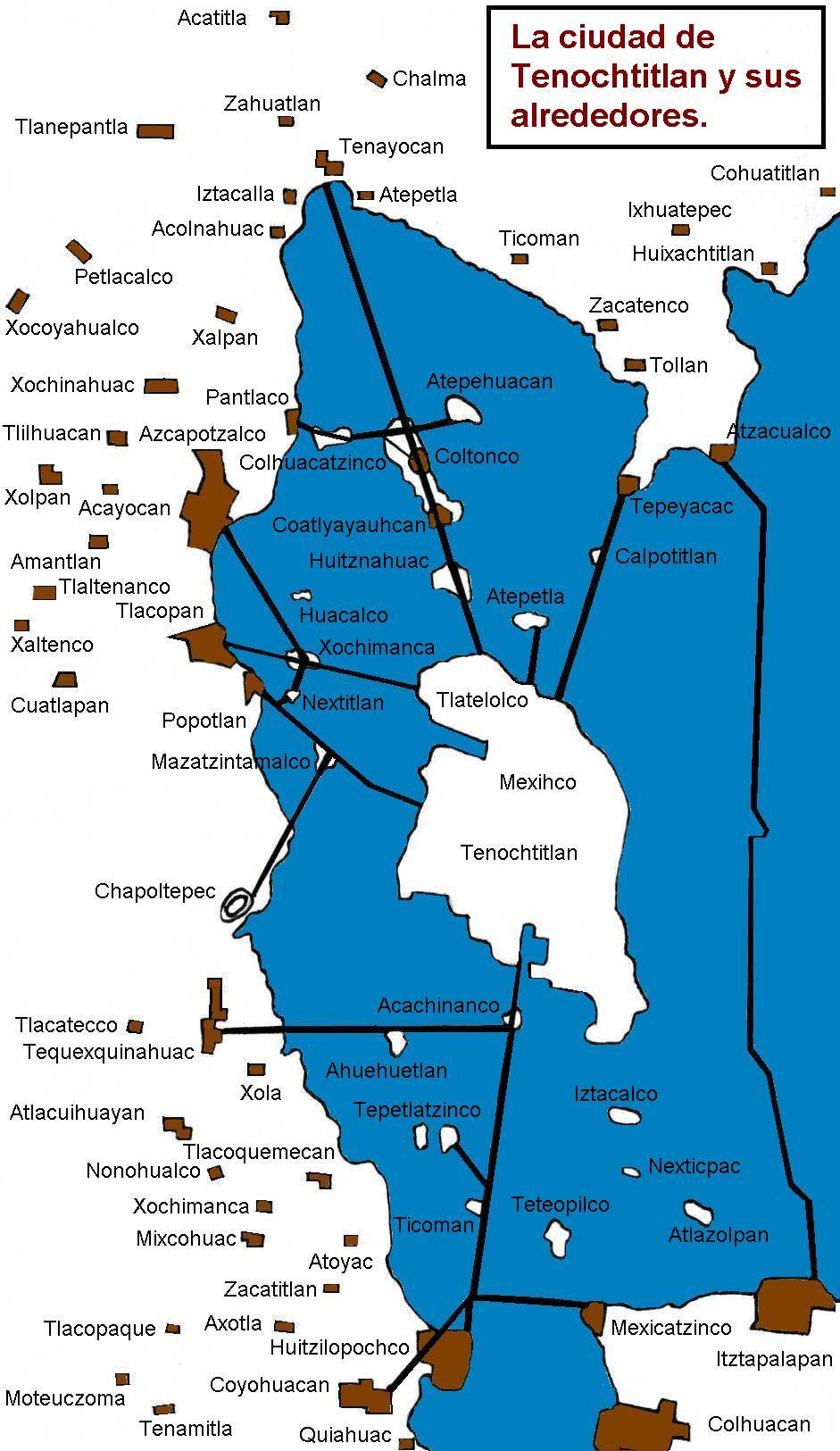
Mapa de Tenochtitlan y ciudades circunvecinas.

En 1480 retoma la consigna expansionista y se dirige a Cuextecapan (la huasteca), donde conquista lo que será la provincia de Tochpan junto a su doce pueblos principales. A pesar de sus esfuerzos y ganas por continuar muere en 1481 conquistando 36 cabeceras de pueblos.
Tizocicatzin Chalchiuhtlatonac es elegido como nuevo tlatoani, teniendo que consolidar las conquistas de Tollocan. En1482 se lanza sobre el señoríto de Metztitlan donde fracasa, decide probar suerte en el sur donde conquista Tlappa y sus alrededores en 1484.
En 1485, en medio de conspiraciones muere Tizoc el día 7-cozcacuauhtli. Según el Códice Mendoza solo conquistó 14 pueblos.
Ahuitzotl es el siguiente regente, quien continua con el sometimiento de los cuextecas conquistando Tziucohuac en 1486, consiguiendo muchos prisioneros para sacrificarlos en la gran renovación del Templo Mayor en 1487 (etapa VI, también manda hacer la Piedra del Sol en este año). Para un mayor control de la huasteca establece una guarnición militar en Tetzapotitlan en 1488, mismo año en que sujeta el señorío zapoteca de Coyolapan. .
En 1489 muere Chimalpopocatzin de Tlacopan quien gobernaba desde 1453, es escogido Totoquihuatzin II como su sucesor.
Los tenochcas consolidan la conquista de Tlappa en 1490, al año siguiente continúan dominando el estado de Guerrero, llegando hasta Acapolco, Coyocac, Petlatlan, Cihuatlan y teniendo una feroz resistencia en Zacatollan (Zacatula) sin poder someterlos después de varios intentos, Teuhchimaltzin uno de los capitanes tetzcocanos planea un ardid, se cuela entre la población disfrazado de mercader y espera un día de fiesta, porque era bien sabido que eran muy dados a la embriaguez, así sucedió, ya siendo de noche entró al palacio, comienza a bailar disimulando que está borracho, se acerca al gran soberano de nombre Yopicatl Atonal, cuando nadie se da cuenta le corta la cabeza y le quita sus insignias y joyas, metiéndolas en una bolsa y regresa a la guarnición, al día siguiente los de Zacatollan se dan por vencidos.

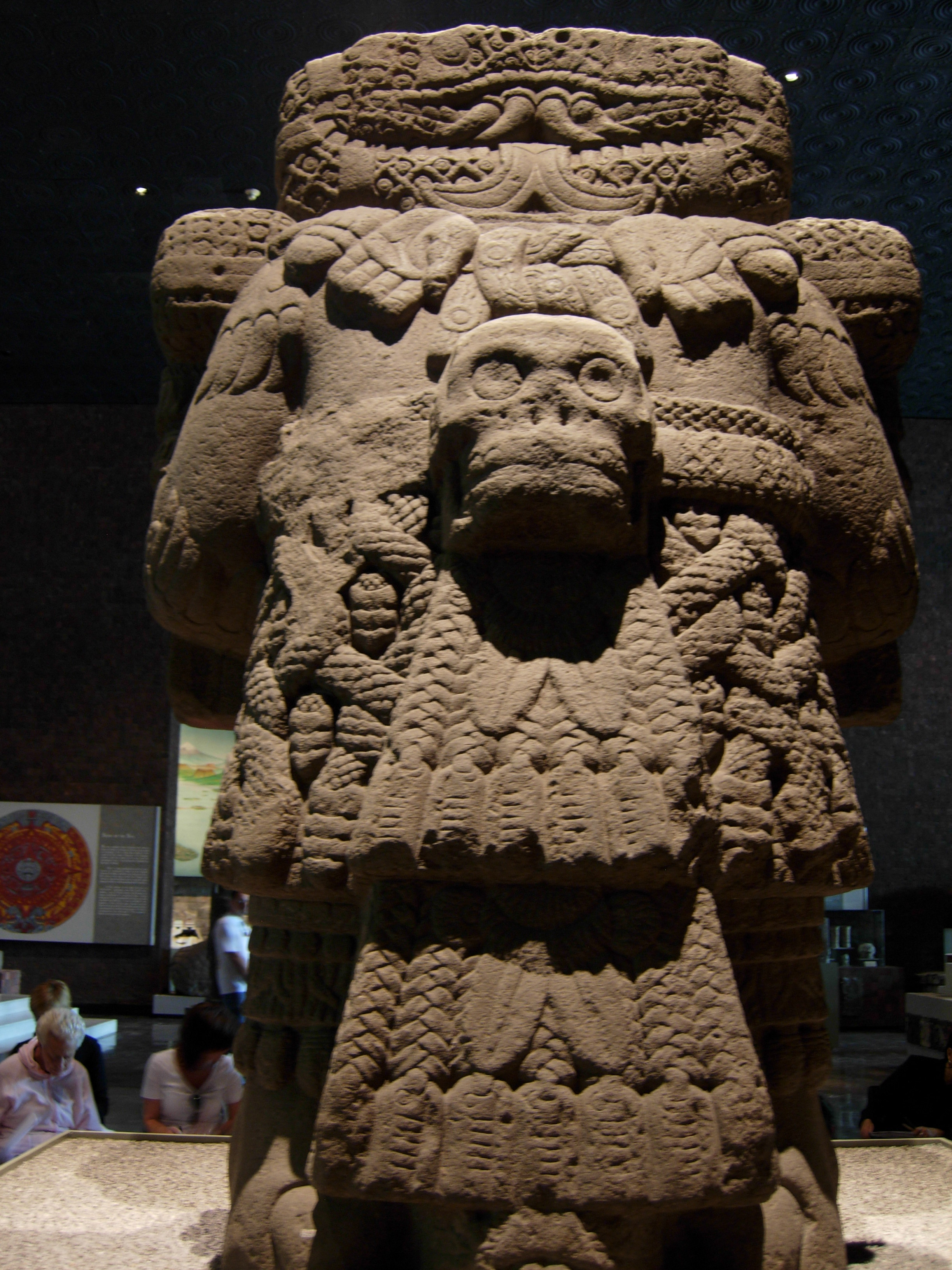
Escultura monumental de Coatlicue.

Las conquistas continúan ahora en Oaxaca, Tzapotlan en 1492, Xaltepec en 1493, en 1494 hay guerra florida con los de Atlixco donde muere el capitán mexica Tlacahuepan, que se vuelve símbolo del guerrero perfecto. Someten Tliltepec en 1495. Consiguiendo acercarse a la ruta hacia en Xoconochco (Soconusco), faltándoles derrotar a los zapotecas que se habían fortalecido en la ciudad de Guiengola en el istmo de Tecuantepec (Tehuantepec), desde 1494 son repelidos los tenochcas junto a sus refuerzos, teniendo muchas bajas; al ver Ahuitzotl en 1496 la imposibilidad de la conquista militar envía una embajada a Cocijoeza señor de los zapotecas, con la intención de establecer un pacto, con el cual los comerciantes tenochcas tendría libre acceso a la zona chiapaneca, en cambio ofrecía parte de las ganancias y a algunas de las princesas tenochcas como concubinas, incluso su propia hija de nombre Ichcatlaxoc, que se convertiría en reina, dándole un hijo que sería el sucesor de Cocijoeza, llamado Cocijopii (quien gobernaba a la llegada de los españoles). La aceptación por parte de los zapotecas a la larga sería contraproducente, pues serían traicionados y conquistados en 1499. En el mismo istmo poco antes habían conquistado los poblados de Amaxtlan y Xochitlan (1497), entrando al estado de Chiapas derrotan los pueblos de Huehuetlan y Mapachtepec en 1498, en los años posteriores tratan de consolidar las victorias en el sureste mexicano.
Para 1499 Ahuitzotl manda construir un acueducto desde Huitzilopochco (Churubusco), lo nombran Acuecuexatl y cuando quieren usarlo sale con una presión incontenible que inunda Tenochtitlan causando terror entre los habitantes y muriendo mucha gente.
El istmo de Tehuantepec se rebela en 1500 siendo reconquistados ese mismo año. A la muerte de Ahuitzotl en 1502 había sometido 45 cabeceras que sumaban más de 300 pueblos, es el tlatoani mexica que más expandió el tlahtocayotl, por motivo de sus proezas los cronistas antiguos llegan a llamar a su sistema de gobierno “Imperial”. En la actualidad sigue el debate de si en realidad puede clasificarse como tal, lo que sí queda claro es que tenía elementos y se encaminaba a ser un Imperio.

## Consolidación de los dominios

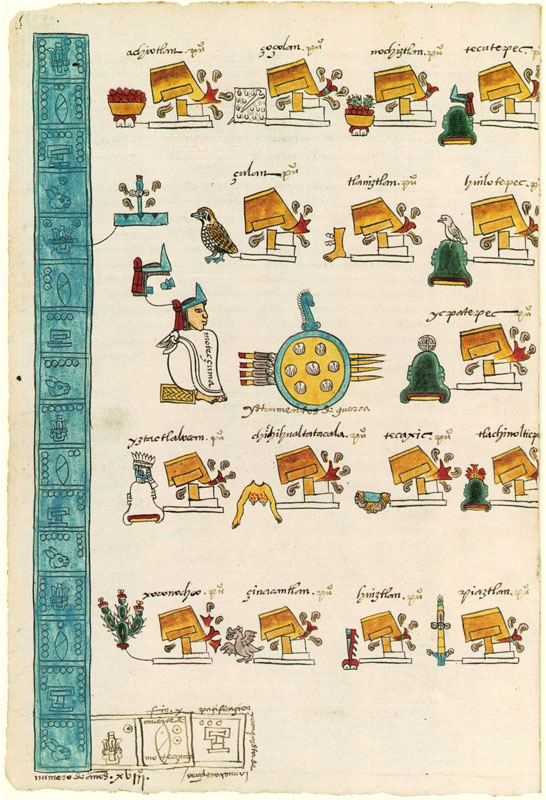
Algunas de las conquistas de Moteuczoma.

Moteuczoma Xocoyotzin heredó un imperio vasto como jamás había existido, lo conocía a la perfección y sus problemas, pues desde 1484 incursionó en campañas militares, vio como los guerreros crecían en poder en tiempos de su tío Ahuitzotl. Viajó por la huasteca, Guerrero, Oaxaca y Chiapas. Cuentan que cuando tomaron la decisión de que fuera Hueyi Tlatoani lo buscaron, encontrándolo haciendo penitencia en el templo.
Inmediatamente después de su nombramiento cambia gradualmente a los funcionarios viejos, por jóvenes que eran más fieles a los decretos del nuevo gobierno. Estas medidas respondían a un interés por consolidar el imperio, Moteuczoma comprendió que la diversidad de los dominios lo hacían bastante inestable, incluía a señoríos casi autónomos, otros con leyes opuestas a las tenochcas. Buscaba centralizar el poder y estandarizar las provincias, lo que motivo solicitar a los gobernantes de las provincias que mandaran a sus hijos a la gran capital junto a sus dioses patronos, estos príncipes recibirían una nueva educación para formarse como mejores administradores y diplomáticos.
El 24 de mayo de 1503 se hace la jura como supremo señor a Moteuczoma Xocoyotzin, en ese mismo año conquista Achiotlan en Oaxaca. Para 1504 se construye la última etapa del templo de Ehécatl (según otras fuentes era el de Centéotl).
Acontece una hambruna en 1505 y a partir de este año avanza sobre Yanhuitlan y Zozollan que consuma la victoria en 1506, este mismo año construye el Teocalli de la Guerra Sagrada, a la vez consagra la última etapa del Templo Mayor (VII) que es la que vieron los españoles.
En 1507 se crean los estanques en la roca viva del cerro de Chapultepec, además se conquista Teuctepec; a finales de ese año se hace la ceremonia del Fuego Nuevo con un esplendor nunca visto.

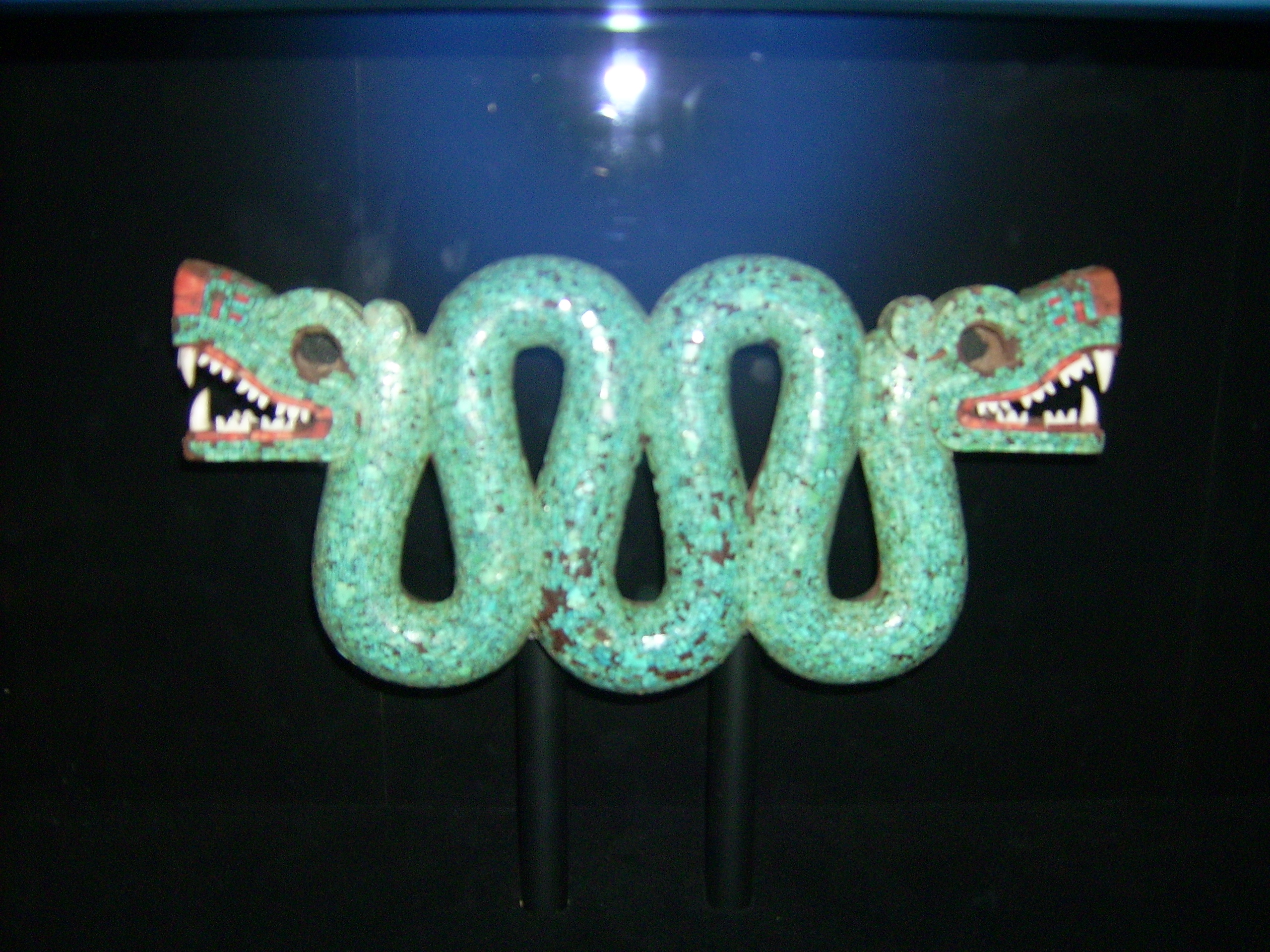
El emblema Maquizcohuatl, la serpiente de dos cabezas.

De 1508 a 1513 ataca a Huexotzinco y debilita a Cholollan, en 1510 conquista Amatlan, para 1511 despliega un gigantesco ejército con el que somete Tlachquiyauhco, Icpactepec, Nopallan, Izquixochitepec que son parte del centro-sur de Oaxaca. Con las conquistas de Chichihualtatacallan en 1512, Alotepec en 1513, Cuezcomaixtlahuacan en 1514 e Iztactlalocan en 1515 solo le faltaba el señorío costero de Tototepec para terminar su primera etapa de control territorial, con la cual buscaba eliminar la unión de tlaxcaltecas y mixtecos para posteriormente someter a Tlaxcallan. Cholollan no se encontraba en condiciones de ir a la guerra, por lo que los mexicas ya con el control de los acolhuas (que tras la muerte de Nezahualpilli en 1515 les habían impuesto al nuevo tlatoani Cacamatzin) aprovechan el momento de debilidad que también padecía Huexotzinco en 1517 para conquistarlos, colocándose a un paso de someter a su rival más fuerte. Para este momento Moteuczoma había conquistado 48 cabeceras de pueblos (que incluían alrededor de 450 poblaciones).